# Borudžerd
Borudžerd (perz. بروجرد, ili Barudžerd) je grad u pokrajini Luristan na zapadu Irana. Nalazi se 55 km sjeveroistočno od Horamabada i 85 km zapadno od Araka. Zemljopisno je smješten u duguljastoj kotlini koja se pruža 60 km prema jugoistoku odnosno sve do Doruda. Rani povijesni počeci grada nisu poznati, a prvi se put spominje tijekom seldžučkog razdoblja (11. − 12. st.). Kroz ilhanidsko razdoblje izgrađena je gradska Saborna džamija, a tijekom kadžarske vladavine grad je služio kao veliki vojni garnizon. Plan grada prvotno se sastojao od četiri četvrti s dva bazara i više džamija, medresa i karavan-sarajem, a njegovim širenjem gradske zidine su srušene i urbanistički je preoblikovan. Gospodarstvo Borudžerda temelji se na poglavito na prehrambenoj i tekstilnoj industriji, a gravitira mu niz manjih sela iz poljoprivredno bogate doline. Ruralna privreda takvih naselja primarno se svodi na uzgoj pamuka i voća (posebno bademi, dinje i grožđe), te proizvodnju vune i tepiha. Borudžerd predstavlja važno prometno čvorište s tri državne prometnice: cestom 56 koja ga spaja s Arakom i Komom prema sjeveroistoku, cesta 37 s Malajerom i Hamadanom prema sjeveru odnosno Horamabadom, Ahvazom i Abadanom prema jugu, te cesta 52 s Nahavandom i Kangavarom prema sjeverozapadu. Kroz Borudžerd također prolazi željeznica koja povezuje Teheranom s naftom bogatim Huzestanom. Prema popisu stanovništva iz 2006. godine u Borudžerdu je živjelo 229.541 ljudi.

## Veze
- Luristan

## Vanjske poveznice
- (perz.) Službene stranice grada Borudžerda

Ostali projekti
|  | Zajednički poslužitelj ima još gradiva o temi Borudžerd |